# なんでも解決! もひかん家の家族会ぎ
『なんでも解決! もひかん家の家族会ぎ』（なんでもかいけつ もひかんけのかぞくかいぎ）は、もひかんによる日本の書籍。大阪府在住のトラック運転手の著者がTwitterにて公開した毎月開催する「家族会議」の「議事録」がそのユニークな内容から話題となり、2017年2月14日にワニブックスから書籍化された。
2017年10月には『もひかん家の家族会ぎ』（もひかんけのかぞくかいぎ）と題して中村優一主演によりテレビドラマ化され、東名阪ネット6加盟6局にて放送された。

## 概要
大阪府在住のトラック運転手の著者はかねてから家族の緊急時や家族行事にあたって家族5人で集まり話し合う場をその都度設けていたが、2015年9月、仕事中にわき見運転による事故を起こして損害賠償の支払いのため会社に対し借金を負ったことを契機に、家族各自が個々の目標を立て話し合う「家族会議」を毎月第1日曜日に開催することとなった。「家族会議」は1回20分から30分で、前月の目標の達成度について5分、当月の目標について5分、その月の議題について15分程度を話し合い、やや字が汚いのが気になっていたという長女・なごみが丁寧に字を書くきっかけになればと書記として「議事録」を記すこととなり、ご褒美として「議事録」の右下に好きな絵を描くことを許された。
著者自身の各月の目標は一貫して「前を見て運転」であり、トラック運転手の仲間のフォロワーに向けて「もう事故を起こしません」「私は前を向いて運転します」との決意表明としてTwitter上に「議事録」の投稿を開始したところ、そのユニークな内容が話題となって多くの人々の目に留まり、当初200人ほどだったフォロワー数も7万人を突破。メディア等でも注目を集め、テレビの情報番組でも繰り返し取り上げられるようになった。2017年2月には、「議事録」に加えて会議中の会話の内容や日々の絵日記を新たに書き下ろして書籍化され、ワニブックスから刊行された。
書籍化に伴う印税の一部は、家族会議での家族の総意によりあしなが育英会へ寄付されている。
2017年5月度の「家族会議」の「議事録」において、月例の「家族会議」の開催のきっかけとなった債務の完済を報告。大きな目標がなくなったこと、リスク管理が難しくなったことを理由に、翌6月度をもってTwitter上での「議事録」の公開を終了した。

## 登場人物
もひかん（パパ）
大阪府在住のトラック運転手。
ママ
もひかんの妻。主婦。
なごみ
もひかんの長女。「家族会議」開始時の2015年9月時点で小学3年生。「議事録」の書記。
かずとよ
もひかんの長男。幼稚園児。
ばあば
もひかんの母。

## テレビドラマ
『もひかん家の家族会ぎ』（もひかんけのかぞくかいぎ）と題して、東名阪ネット6加盟6局の共同制作により2017年10月17日から12月19日まで放送された。全10話。主演は中村優一。

### キャスト

#### もひかん家
- もひかん - 中村優一
- ママ - 三倉佳奈
- なごみ - 平尾菜々花
- かずとよ - 山川大遥
- ばあば - 徳井優

#### その他
- おまわりさん - 遊馬晃祐
- 野球のお兄さん - 岩永洋昭
- 鈴山 - 高橋ユウ
- 寿司屋 - 徳山秀典（特別出演）

### スタッフ
- 原作 - もひかん『なんでも解決! もひかん家の家族会ぎ』
- 脚本 - 金杉弘子
- 監督 - 三原光尋
- エンディングテーマ - 2o Love to Sweet Bullet「おひさまパレット」
- 音楽・音響効果 - MOKU
- 選曲 - Tatsuya Jay
- 技術協力 - IMAGICA
- 美術協力 - ケイプランニング
- 共同プロデューサー - 坂岡功士（G.P.R）、松本憲隆（ポニーキャニオン）
- プロデューサー - 奥出緑、三木和史（ビデオプランニング）、中村美香、漆間宏一（テレビ神奈川）
- エグゼクティブプロデューサー - 菅野征太郎（ギルド）、横尾友美（ポニーキャニオン）、近藤和之（テレビ神奈川）、出口雅史（テレビ埼玉）、石山孝紀（千葉テレビ放送）、原一道（三重テレビ放送）、岡田豊（KBS京都）、那須惠太朗（サンテレビジョン）
- 制作プロダクション - ビデオプランニング
- 製作著作 - 「もひかん家の家族会ぎ」製作委員会（ギルド、ビデオプランニング、ポニーキャニオン、東名阪ネット6加盟局）

### 放送日程
| 放送回 | 放送日   | サブタイトル             |
| ------ | -------- | ------------------------ |
| 第1話  | 10月17日 | もひかん家最大の危機     |
| 第2話  | 10月24日 | かずとよのちょろっと事件 |
| 第3話  | 10月31日 | トイレットペーパー事件   |
| 第4話  | 11月07日 | みんなで英語会ぎ         |
| 第5話  | 11月14日 | 夏休み、お出かけ計画     |
| 第6話  | 11月21日 | 我が家のグランピング     |
| 第7話  | 11月28日 | お尻の穴からやっほいほい |
| 第8話  | 12月05日 | はなくそはごみ箱へ       |
| 第9話  | 12月12日 | サンタ捕獲大作戦         |
| 最終話 | 12月19日 | かずとよリックパレード   |

### ネット局
福島中央テレビと北陸朝日放送以外の太字6局は、全て東名阪ネット6加盟の独立局であり、共同制作局である。
| 放送期間                  | 放送時間                     | 放送局         | 対象地域 |
| ------------------------- | ---------------------------- | -------------- | -------- |
| 2017年10月17日 - 12月19日 | 火曜 23:00 - 23:30           | テレビ神奈川   | 神奈川県 |
| 2017年10月23日 - 12月25日 | 月曜 0:00 - 0:30（日曜深夜） | テレビ埼玉     | 埼玉県   |
| 2017年10月19日 - 12月21日 | 木曜 23:00 - 23:30           | 千葉テレビ     | 千葉県   |
|                           | 木曜 22:45 - 23:15           | 三重テレビ     | 三重県   |
| 2017年10月21日 - 12月23日 | 土曜 23:30 - 日曜 0:00       | KBS京都        | 京都府   |
|                           |                              | サンテレビ     | 兵庫県   |
| 2018年5月18日 - 7月20日   | 金曜 10:25 - 10:55           | 福島中央テレビ | 福島県   |
| 2018年6月14日 - 8月23日   | 木曜 2:00 - 2:30（水曜深夜） | 北陸朝日放送   | 石川県   |

### 関連番組
- 「もひかん家の家族会ぎ」笑えて泣けて、ときどきほっこり放送直前スペシャル
10月10日 23:00 - 23:30（テレビ神奈川）
10月16日 0:00 - 0:30（15日深夜）（テレビ埼玉）
10月12日 23:00 - 23:30（千葉テレビ放送）
10月12日 22:45 - 23:15（三重テレビ放送）
10月14日 23:30 - 0:00（京都放送）
10月14日 23:30 - 0:00（サンテレビジョン）

### 関連イベント
- 「もひかん家の家族会ぎ」放送記念 「男たちの会ぎ」
2017年11月23日（木・祝） 横浜メディア・ビジネスセンター（ヨコハマNEWSハーバー）
出演 - 中村優一、遊馬晃祐、徳山秀典

### 関連商品
DVD
- もひかん家の家族会ぎ DVD（2018年3月14日発売予定、ポニーキャニオン、SCBE-0009）